# James McArdle
James McArdle (3 de abril de 1989) es un actor escocés.

## Primeros años
McArdle nació en Glasgow. Habiendo trabajado como actor infantil, se capacitó en el RADA, graduándose en 2010. En su año de graduación actuó en Macbeth y protagonizó Spur of the Moment en el Royal Court Theatre en Londres. También recibió críticas positivas por su papel en Un mes en el campo en el Chichester Festival Theatre.

## Carrera
En 2011, McArdle hizo el papel se Agathon en Emperor and Galilean de Henrik Ibsen en el National Theatre. También hizo de Robin Hood en la producción de 2011 de Royal Shakespeare Company decThe Legend.
En 2012, hizo el papel protagónico de Harold Abrahams en Chariots of Fire en una adaptación de la película del mismo nombre, Chariots of Fire.
En 2014 hizo del rey Jaime I de Escocia en la obra King James I, qu fue presentada en el Edinburghue International Festival y en el National Theatre.
En 2016 McArdle ganó un Premio Ian Charleson por su interpretación de Platonov en 2015 en la obra Platonov en el Chichester Festival Theatre.
En 2017 su interpretación de Louis Ironson en Angels in America: A Gay Fantasia on National Themes en el National Theatre Lyttleton en Londres que le otorgó una nominación a un Premio Laurence Olivier por Mejor Actor en un papel secundario. en marzo de 2018 la producción fue transferida a Broadway y fue nominado a un Premio Drama Desk por Actor Extraordinario en una obra de teatro.

## Filmografía

### Teatro
| Año       | Título                              | Papel            | Localización                     | Referencia(s) |
| --------- | ----------------------------------- | ---------------- | -------------------------------- | ------------- |
| 2018      | Angels in America                   | Louis Ironson    | Neil Simon Theatre               | [ 7 ]         |
| 2017      | Angels in America                   | Louis Ironson    | Royal National Theatre           | [ 7 ]         |
| 2016      | Platonov                            | Mikhail Platonov | Royal National Theatre           | [ 8 ]         |
| 2016      | Ivanov                              | Yevgeni Lvov     | Royal National Theatre           | [ 8 ]         |
| 2015      | Platonov                            | Mikhail Platonov | Chichester Festival Theatre      | [ 8 ]         |
| 2015      | Ivanov                              | Yevgeni Lvov     | Chichester Festival Theatre      | [ 8 ]         |
| 2014      | James I: The Key Will Keep The Lock | Jaime I          | National Theatre of Scotland     | [ 9 ]         |
| 2014      | James I: The Key Will Keep The Lock | Jaime I          | Edinburgh International Festival | [ 9 ]         |
| 2014      | James I: The Key Will Keep The Lock | Jaime I          | Royal National Theatre           | [ 9 ]         |
| 2012-2013 | Chariots of Fire                    | Harold Abrahams  | Gielgud Theatre                  | [ 10 ]        |
| 2012      | Chariots of Fire                    | Harold Abrahams  | Hampstead Theatre                | [ 10 ]        |
| 2011      | The Heart of Robin Hood             | Robin Hood       | Royal Shakespeare Company        | [ 11 ]        |
| 2011      | Emperador y Galileo                 | Agathon          | Royal National Theatre           | [ 12 ]        |
| 2010      | Un mes en el campo                  | Aleksei Belyaev  | Chichester Festival Theatre      | [ 13 ]        |
| 2010      | Spur of the Moment                  | Daniel Mast      | Royal Court Theatre              | [ 14 ]        |
| 2010      | Macbeth                             | Malcolm          | Shakespeare's Globe              | [ 15 ]        |

### Televisión
| Año  | Título                  | Papel               | Notas                  |
| ---- | ----------------------- | ------------------- | ---------------------- |
| 2022 | Andor                   | Timm Karlo          | Miniserie              |
| 2021 | Mare of Easttown        | Diácono Mark Burton | Miniserie              |
| 2017 | Man in an Orange Shirt  | Thomas March        | Película de televisión |
| 2014 | New Worlds              | Will Blood          | Miniserie              |
| 2014 | Salting the Battlefield | Ted Finch           | Película de televisión |
| 2014 | Turks & Caicos          | Ted Finch           | Película de televisión |
| 2014 | 37 días                 | Alec                | Miniserie              |
| 2013 | Love and Marriage       | Charlie McCallister | 6 episodios            |
| 2011 | Appropriate Adult       | Stephen West        | 2 episodios            |
| 2011 | Page Eight              | Ted Finch           | Película de televisión |

### Películas
| Año  | Título                                              | Papel                 | Notas |
| ---- | --------------------------------------------------- | --------------------- | ----- |
| 2018 | Mary Queen of Scots                                 | Conde de Moray        |       |
| 2016 | On The Road                                         | Joe                   |       |
| 2016 | The Chamber                                         | Parks                 |       |
| 2015 | Star Wars: Episodio VII - El despertar de la Fuerza | Niv Lek               |       |
| 2014 | '71                                                 | Sargento Mark McGowen |       |
| 2012 | Private Peaceful                                    | Coronel Buckland      |       |

## Premios y nominaciones
| Año  | Asociación              | Categoría                          | Trabajo            | Resultado |
| ---- | ----------------------- | ---------------------------------- | ------------------ | --------- |
| 2010 | Premios Ian Charleson   | Encomendació especial              | Macbeth            | Nominado  |
| 2010 | Premios Ian Charleson   | Encomendació especial              | Un mes en el campo | Nominado  |
| 2010 | Evening Standard Awards | Novato extraordinario              | Spur of the Moment | Nominado  |
| 2015 | Premios Ian Charleson   | Primer puesto                      | Platonov           | Ganador   |
| 2016 | Evening Standard Awards | Mejor Actor                        | Platonov           | Nominado  |
| 2018 | Premio Laurence Olivier | Mejor Actor en un papel secundario | Angels in America  | Nominado  |
| 2018 | Theatre World Award     |                                    | Angels in America  | Ganador   |
| 2018 | Drama League Awards     | Actuación distinguida              | Angels in America  | Nominado  |
| 2018 | Premios Drama Desk      | Mejor Actir en una obra de teatro  | Angels in America  | Nominado  |